# Cyklin A

Exprese cyklinů

Cyklin A je označení pro cyklin A1 a cyklin A2, významné cykliny účastnící se především S-fáze buněčného cyklu a regulace vstupu do mitózy. Cyklin A1 je produkován především meiotickými buňkami a také v raných fázích embryonálního vývoje, zatímco cyklin A2 je produkován v ostatních (tělních) buňkách.
Exprese cyklinu A je spuštěna mitogenními (růstovými) signály přes fosforylaci Rb a transkripční faktor E2F. Následně (v komplexu s cyklin-dependentní kinázou 2, „CDK2“) spolu s cyklinem E přispívá v pozitivní zpětné vazbě k další fosforylaci Rb a tedy indukci S-fáze. Cyklin A-CDK2 komplex přejímá v S-fázi vůdčí roli a stimuluje degradaci cyklinu E i E2F ve spolupráci s ubikvitinligázou SCF. Tím však funkce cyklinu A nekončí – po ukončení S-fáze se cyklin A se podílí i na vstupu do následující profáze buněčného dělení.